# Inspekteur Cyber- und Informationsraum
Der Inspekteur Cyber- und Informationsraum (InspCIR) ist in der deutschen Bundeswehr der oberste truppendienstliche Vorgesetzte seines Organisationsbereichs und für die Einsatzbereitschaft seiner unterstellten Einheiten bei defensiven wie offensiven Operationen im Internet verantwortlich. Die Notwendigkeit des neuen Kommandos bzw. des gesamten Organisationsbereichs wurde auch damit begründet, dass alleine in den ersten neun Wochen des Jahres 2017 die Netzwerke und Computer der Bundeswehr über 284.000 Attacken ausgesetzt waren.
Erster Amtsinhaber war  Generalleutnant Ludwig Leinhos, der zuvor bereits Leiter des Aufbaustabes CIR war. Erster Stellvertreter war von April 2017 bis März 2018 Generalmajor Michael Vetter, seit dem April 2018 ist Generalmajor Jürgen Setzer stellvertretender Inspekteur. Michael Vetter übernahm nach dieser Verwendung als erster Abteilungsleiter die dem Inspekteur gegenüber weisungsbefugte Abteilung CIT im Ministerium. Die stellvertretenden Inspekteure übernehmen darüber hinaus von Amts wegen auch die Funktion des Chief Information Security Officer der Bundeswehr (CISOBw).
Der Organisationsbereich wurde mit Wirkung vom 1. April 2017 offiziell geschaffen und bündelt alle bisher in den anderen Organisationsbereichen verteilten Fähigkeiten. Sitz des Inspekteurs ist Bonn.

## Inspekteure
| Nr. | Name                           | von           | bis           | Bemerkungen | Bild |
| --- | ------------------------------ | ------------- | ------------- | --- | ---- |
| 01  | Generalleutnant Ludwig Leinhos | 1. Apr. 2017  | 25. Sep. 2020 | Erster Inspekteur Cyber- und Informationsraum, zuvor als Leiter Aufbaustab CIR mit der Aufstellung des neuen Organisationsbereichs betraut. |      |
| 02  | Vizeadmiral Thomas Daum        | 25. Sep. 2020 |               | |      |

## Stellvertretende Inspekteure
| Nr. | Name                        | von       | bis       | Bemerkungen | Bild |
| --- | --------------------------- | --------- | --------- | --- | ---- |
| 01  | Generalmajor Michael Vetter | Apr. 2017 | März 2018 | Chef des Stabes des Kommando Cyber- und Informationsraum und damit bis März 2018 gleichzeitig erster stellvertretender Inspekteur des Cyber- und Informationsraums sowie CISOBw |      |
| 02  | Generalmajor Jürgen Setzer  | Apr. 2018 |           | gleichzeitig CISOBw |      |